# Das verhexte Fischerdorf
Das verhexte Fischerdorf ist eine deutsche Filmkomödie der DEFA von Siegfried Hartmann aus dem Jahr 1962.

## Handlung
Werbechef Mauritius Halbermann, genannt „Mauts“, hat das Arbeitspensum von drei Mitarbeitern. Stets rauchend und überdreht liefert er seinem Vorgesetzten Brödel Projekte über Projekte, die im VEB Gravo-Druck verwirklicht werden könnten. Während Brödel die Arbeitswut des Kollegen unterstützt, sieht Mitarbeiter Patzig eher die Gefahr, dass bei drei parallel laufenden Projekten mindestens zwei irgendwann schiefgehen könnten. Er schlägt vor, Mauts in den Urlaub ins betriebseigene Ferienheim in Aaldorp an der Ostsee zu schicken, doch Mauts lehnt Urlaub ab. Lieber fährt er zu einem Kongress.
Auch Mauts’ Mitarbeiterin Lore, die er schon fest als seine zukünftige Frau eingeplant hat, will ihn zum Urlaub überreden. Als Mauts dennoch zum Kongress abfährt, reist sie wie auch Brödel und Patzig in den Urlaub nach Aaldorp. Mauts kehrt vom Kongress mit vielen neuen Ideen zurück, darunter einem bereits fertig ausgearbeiteten Manuskript. Da alle Ansprechpartner im Urlaub in Aaldorp sind, reist er ihnen mit Aktenkoffer und Schreibmaschine nach, um deren Urlaub zur ausführlichen Projektbesprechung zu nutzen. In der Eile vergisst er das Manuskript auf seinem Schreibtisch.
Mauts wird von Architekt Teddy im neuen Trabant mit nach Aaldorp genommen. Teddy will seiner großen Liebe Lore mal wieder einen Heiratsantrag machen und ist wenig erfreut, als er von Mauts erfährt, dass dieser bei seiner Ankunft Lore zum Arbeiten braucht. Beide versuchen nun, sich gegenseitig am Fortkommen zu hindern, raufen sich jedoch am Ende zusammen. Teddy macht Lore bei seiner Ankunft den siebenten Heiratsantrag und wird zum siebenten Mal von ihr abgewiesen. Mauts wiederum versucht zunächst, eine Unterkunft zu finden, jedoch sind alle Betten belegt. So stellt er seine Sachen zunächst in Lores Wohnung im Ferienheim ab. Deren Mutter ist von der Aussicht, dass ihre Tochter im Urlaub zum Arbeiten gezwungen wird, wenig begeistert. Auch Brödels Ehefrau will nichts davon wissen, dass ihr Mann im Urlaub mit einem Mitarbeiter Pläne durcharbeiten soll. Als Mauts schließlich Lore das Manuskript zeigen soll, fehlt es. Er verdächtigt Lore und ihre Mutter, das Manuskript entwendet zu haben. Wenig später fehlt auch die Schreibmaschine, die das Mädchen Karin mit einem Radio verwechselt hat. Sie bemerkt ihren Fehler und tauscht Schreibmaschine gegen Radio aus, sodass Mauts bald an Hexerei zu glauben beginnt.
Unter Mauts’ Papieren findet sich auch ein Ordner mit Leerpapier. Mutter Fiedler schenkt es spielenden Jungen, die daraus Papierschiffchen bauen. Mauts sieht später den leeren Ordner und glaubt, sein Manuskript schwimme nun als Schiffchen in der Ostsee. Er organisiert sich eilig ein Boot und nimmt auch die Krankenschwester Marianne zum Aufsammeln der Schiffchen mit an Bord. Ihre Tochter Ute übergibt Marianne an Karin, die das Kind kurze Zeit später in der Obhut von Teddy zurücklässt. Bis spät abends sammeln Mauts und Marianne die Papierschiffchen ein, wobei ihr Ruder verloren geht. Mauts ist verblüfft, dass das Papier leer ist, hatte er es doch beschrieben. Erneut glaubt er, dass es spukt. Mauts und Marianne treiben erst nachts ans Ufer an und übernachten unter freiem Himmel. Am nächsten Morgen ist Marianne bereits nach Aaldorp gegangen, wo sie Ute bei Teddy findet. Mauts entdeckt nach dem Schlaf in freier Natur endlich, wie erholsam Urlaub sein kann. Zwar hat seine Sekretärin Frau Haschke inzwischen das Manuskript per Eilbrief nach Aaldorp geschickt, doch interessiert sich Mauts nicht mehr dafür, auch wenn er beim Fund der Papiere in seiner Jacke, in die er die leeren Seiten gesteckt hatte, zunächst erneut an Zauberei glaubt. Bei Lore entschuldigt er sich für sein Verhalten und beide verbringen nicht nur den Urlaub zusammen, sondern verloben sich auch. Teddy wiederum hat in Marianne eine neue Freundin gefunden.

## Produktion
Das verhexte Fischerdorf beruht auf der gleichnamigen Filmerzählung von Hans Peter. Der Film wurde von 1961 bis 1962 unter anderem an der Ostsee gedreht und erlebte am 6. Juli 1962 im Berliner Filmtheater am Friedrichshain seine Premiere. Am 27. Juli 1962 lief der Film in den Kinos der DDR an und wurde am 28. Juni 1963 erstmals auf DFF 1 im Fernsehen der DDR gezeigt.
Das Szenenbild schuf Hans Poppe, die Kostüme stammen von Gerhard Kaddatz und für die Dramaturgie war Joachim Plötner verantwortlich. Lutz Jahoda singt im Film mehrere Lieder, deren Texte von Franz Felder und Hans Peter stammen:
- Immer nur g’rad und akkurat
- Sommer, Sonne, Urlaub und blaue See
- Junge, Junge, so ein wundervoller Abend

## Kritik
Für den film-dienst war Das verhexte Fischerdorf eine „anspruchslose, aber frisch inszenierte musikalische Komödie aus dem Arbeitsleben der DDR.“ „Alte Bekannte zwischen Marx und Murks“, befand Cinema.